# Naja senegalensis
Espèce
Statut de conservation UICN

 LC  : Préoccupation mineure
Naja senegalensis est une espèce de serpents de la famille des Elapidae.

## Taxinomie
Cette espèce était autrefois incluse dans Naja haje, le cobra égyptien, mais en a été récemment différenciée par l'étude morphologique et génétique. Naja senegalenesis est une espèce plus grande que Naja haje et son corps présente deux rangées d'écailles de plus en circonférence que celui de Naja haje.

## Répartition
Cette espèce se rencontre au Sénégal, en Gambie, en Guinée-Bissau, en Guinée, au Mali, au Burkina, au Ghana, au Bénin, au Nigeria et au Niger. Sa répartition est probablement plus étendue mais n'a pas encore été entièrement étudiée. Une partie des populations anciennement attribuées à Naja haje en Afrique subsaharienne de l'Ouest doit désormais être attribuée à Naja senegalensis.

## Publication originale
- Trape, Chirio, Broadley & Wüster, 2009 : Phylogeography and systematic revision of the Egyptian cobra (Serpentes: Elapidae: Naja haje) species complex, with the description of a new species from West Africa. Zootaxa, n. 2236, p. 1-25 (texte intégral).